# Bluie West Four
 - Tidligere amerikanske militære installationer

Bluie West Four var under 2.verdenskrig navnet for en mindre USAAF flyveplads på vestkysten af Grønland nord for Fiskenæsset, på grønlandsk Qeqertarsuatsiaat.
Under 2.verdenskrig hed Maraq (Maraq Point) ved Fiskenæsset Bluie West Four.